# Bouches-du-Rhône

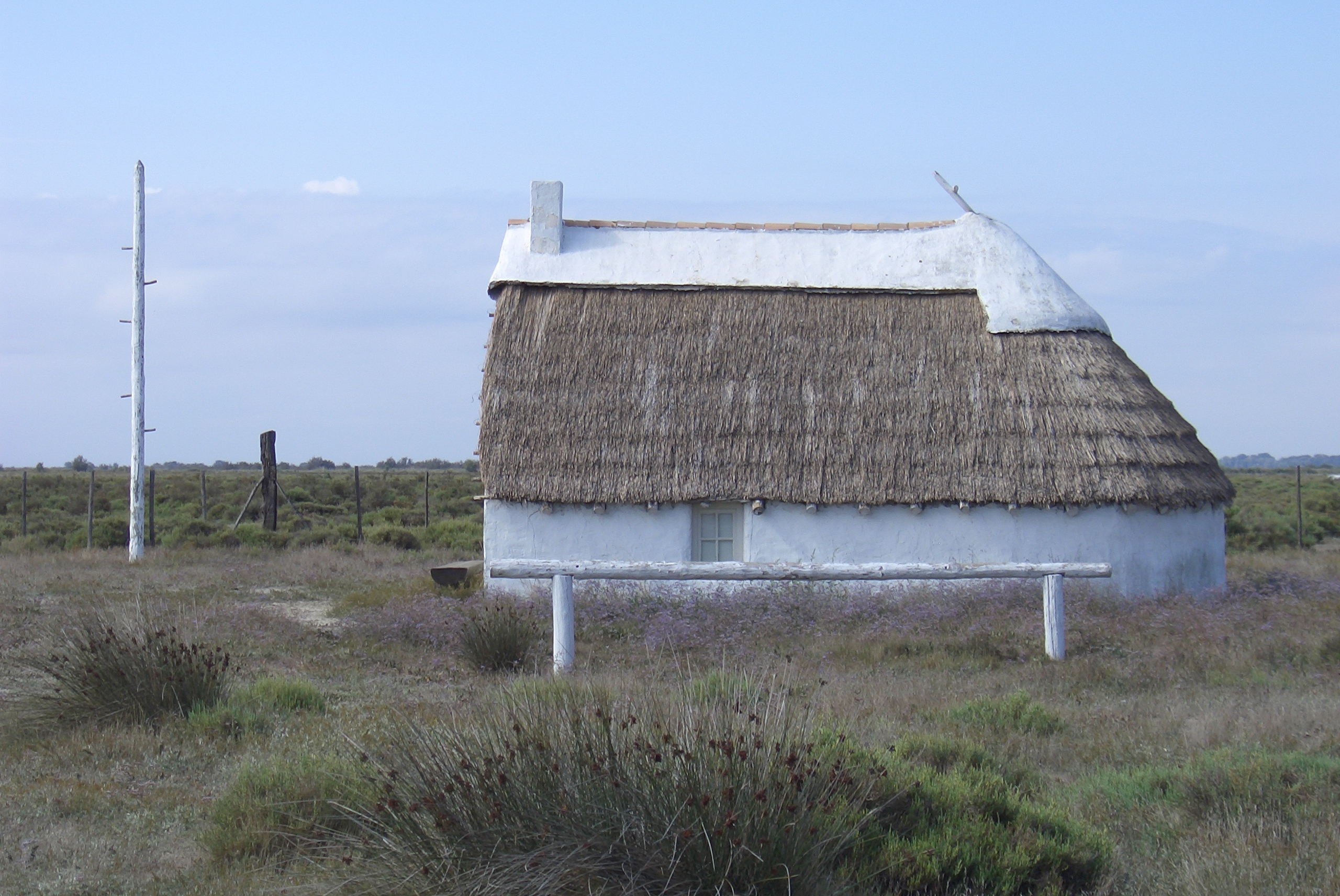
Ett vakthus i Camargue

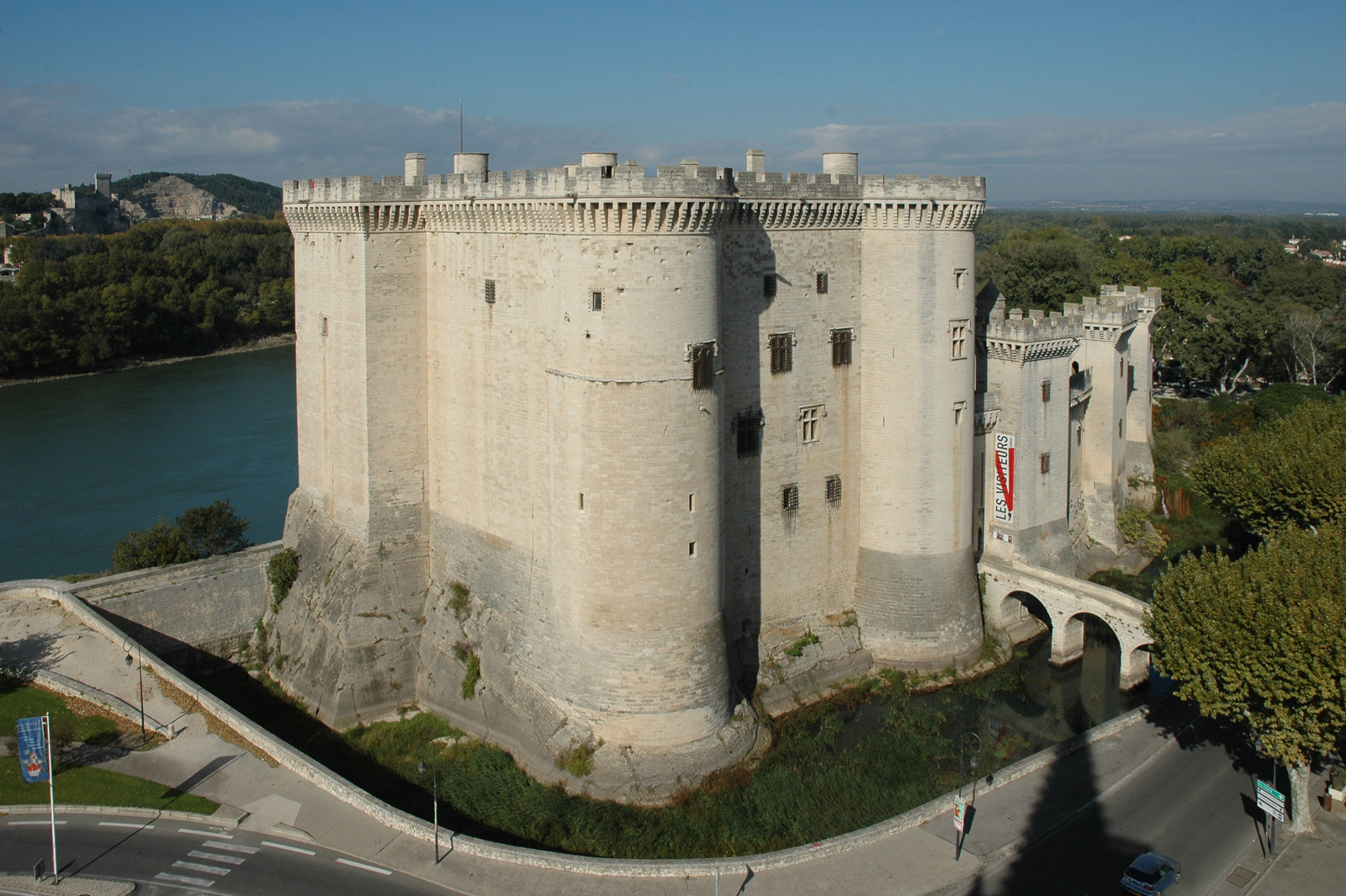
Borgen i Tarascon

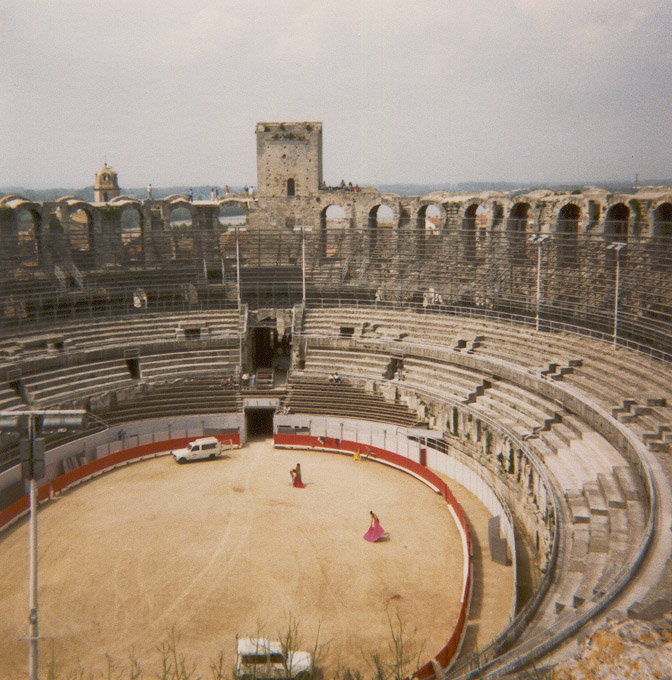
Amfiteatern i Arles

Bouches-du-Rhône (occitanska: Bocas de Ròse, bokstavligt "Rhônes munnar") är ett departement i södra Frankrike, som fått sitt namn från floden Rhône, vars två mynningar i Medelhavet är belägna här. Huvudort är Marseille. 
Bouches-du-Rhône är ett av de 83 ursprungliga departementen som bildades 4 mars 1790 under den franska revolutionen.

## Geografi
Departementet är beläget i regionen Provence-Alpes-Côte d'Azur och avgränsas i väster till departementet Gard (av floden Rhône), i norr till departementet Vaucluse och i öster till departementet Var. Landskapets södra gräns utgörs av kusten mot Medelhavet.
Departementshuvudstaden Marseille är en viktig hamnstad.
Andra städer av betydelse:
- Salon-de-Provence
- Aix-en-Provence
- Aubagne
- Arles
- Cassis
- Fos-sur-Mer
- Istres
- La Ciotat
- Martigues
- Saintes-Maries-de-la-Mer

Genom landskapet rinner följande floder:
- Rhône med Rhône-deltat (som kallas Camargue)
- Durance
- Arc
- Huveaune

Betydande sjöar är Étang de Berre och Étang de Vaccarès, båda i Camargue.

## Kultur
Departementet är välrepresenterat inom den franska konsten. Målaren Paul Cézanne avbildade berget Mont Sainte-Victoire över 60 gånger. Vincent van Gogh tillbringade stora delar av sitt liv i Bouches-du-Rhône och hämtade mycket inspiration härifrån. Poeten och Nobelpristagaren Frédéric Mistral föddes och dog i Bouches-du-Rhône.